# Johann Albrecht von Solms-Braunfels
Johann Albrecht Graf von Solms-Braunfels (auch Johann Albert I. von Solms-Braunfels) (* 5. März 1563 auf Schloss Braunfels; † 14. Mai 1623 in Den Haag) war kurpfälzischer Großhofmeister und enger Berater des Kurfürsten Friedrich V. von der Pfalz und Geheimer Rat in Diensten des böhmischen Königs.

## Leben

### Herkunft und Familie
Johann Albrecht Graf von Solms-Braunfels entstammte der Hochadelsfamilie Solms-Braunfels und war das älteste von neun Kindern des Grafen Konrad von Solms-Braunfels (1540–1592) und dessen Gemahlin Elisabeth Gräfin von Nassau-Dillenburg (1542–1603).
Am 12. Mai 1590 heiratete er in Braunfels Agnes Gräfin von Sayn-Wittgenstein (1568–1617). Aus der Ehe stammen zwölf Kinder (sechs starben im frühen Kindesalter):
- Friedrich Casimir (1591–1595)
- Elisabeth (1593–1637) ⚭ 1619 Wolfgang Friedrich Wild- und Rheingraf in Dhaun
- Ursula (1594–1657) Statthalterin in Orange ⚭ Christoph von Dohna, Burggraf
- Konrad Ludwig (1595–1635), Nachfolger des Vaters ⚭ Anna Sybille Freiin von Winneburg und Beilstein (1595–1635)
- Johann Albrecht II. (1599–1647), General der Artillerie der Generalstaaten ⚭ Anna Elisabeth von Daun und Falkenstein (1615–1706)
- Amalie  (1602–1675) ⚭ 4. April 1625 Friedrich Heinrich von Oranien, Statthalter in Holland, Seeland. Sie war die Schwiegermutter des Kurfürsten Friedrich Wilhelm von Brandenburg und die  Großmutter der Könige Wilhelm III. von England und Friedrich I. von Preußen.
- Louise Christina (1606–1669) ⚭ Johann Wolfart van Brederode

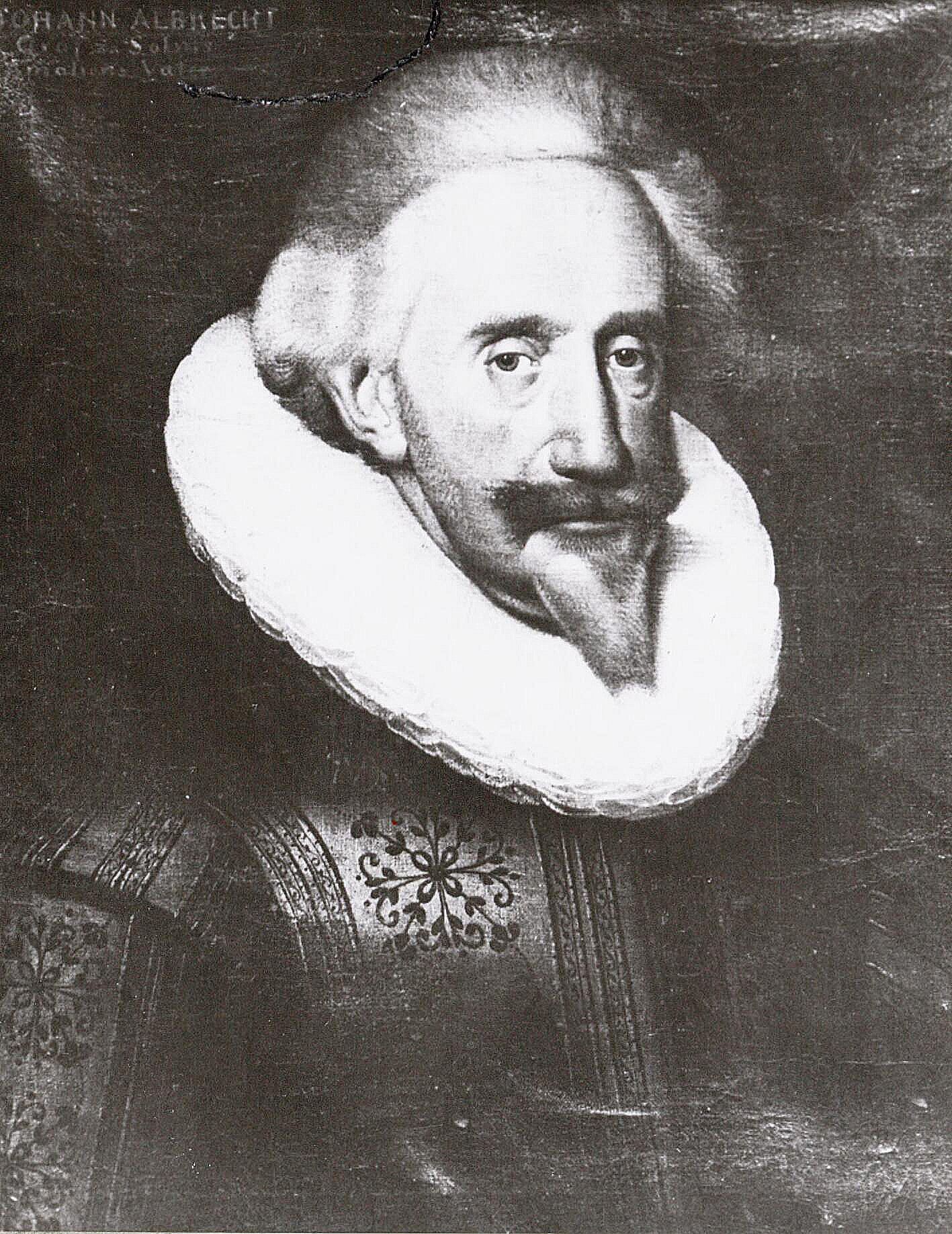
Johann Albrecht I. von Solms-Braunfels

Nach dem Tod seiner ersten Frau heiratete er am 8. Februar 1619 Juliana Gräfin von Nassau-Dillenburg (1565–1630). Diese Ehe blieb kinderlos.

### Wirken
Johann Albrecht absolvierte ein Studium an den Universitäten in Straßburg, Genf, Basel und Herborn.
Er wurde Mitregent über die väterlichen Gutsbesitzungen und im Jahre 1602 kurpfälzischer Großhofmeister. In dieser Funktion war er oberster Staats- und Hofminister.
Er avancierte zum engen Berater des Kurfürsten Friedrich V. von der Pfalz. 1621 folgte er ihm in dessen Exil in Den Haag. Da im Zuge der Wirren des Dreißigjährigen Krieges die Reichsacht über ihn verhängt wurde, suchte Friedrich Zuflucht bei seinen Verwandten in den Niederlanden.
Johann Albrecht starb am 14. Mai 1623 in Den Haag.

### Sonstiges
Er war Mitregent an den väterlichen Gutsbesitzungen und Erbherr auf Münzenberg, Wildenfels und Sonnewalde.